# Myślatyn
Myślatyn – kolonia w Polsce położona w województwie lubelskim, w powiecie tomaszowskim, w gminie Lubycza Królewska.
Leży przy granicy z Ukrainą, po przeciwnej stronie granicy leżą Zastawne i Uhnów.
W latach 1975–1998 miejscowość administracyjnie należała do województwa zamojskiego.
Kolonia jest sołectwem w gminie Lubycza Królewska. Według Narodowego Spisu Powszechnego z roku 2011 kolonia liczyła 32 mieszkańców. 
Wierni Kościoła rzymskokatolickiego należą do parafii św. Antoniego w Dyniskach.